# Джетере Сервер Джемільович
Серве́р Дже́тере (крим. Server Cetere, 16 лютого 1906, село Буюк-Ламбат — 1980, Махачкала) — кримськотатарський актор, режисер, драматург. Чоловік Нуріє Джетере. Народний артист Дагестанської АРСР (1955).

## Біографія
Сервер Джетере народився в Криму в лютому 1906 року в селі Буюк-Ламбат біля Алушти. Рано втративши матір, хлопчик не ужився з мачухою і у сім років втік з дому до Сімферополя. Жебракував, промишляв випадковими заробітками і дрібним злодійством, поки, нарешті, не потрапив у поліцію. Був направлений у дитячий будинок. Після школи, у 1923 році, вступив до Казанського театрального технікуму. Закінчивши у 1928 році театральний технікум, повернувся до Сімферополя, де влаштувався на роботу в Кримськотатарський драматичний театр, відкритий в жовтні 1923 року. Тут Джетере зіграв Хлестакова в «Ревізорі», Карла Моора в «Розбійниках» Шиллера, Гайдара в «Загибелі ескадри» О. Корнійчука. Писав п'єси («Хто кого», «Два брати»), захопився режисурою. Перша постановка Сервера Джетере — «Чапаєв» за романом Дмитра Фурманова, в якій він зіграв роль комісара, мала великий успіх.
У 1932 році Сервер одружився з двадцятирічною актрисою театру Нуріє Джеліловою. Сценічне життя складалася успішно. Було багато ролей, гастролей, поїздки на конкурси та фестивалі містами Радянського Союзу. Сервер виконував головні ролі у виставах класичного репертуару, а також у виставах кримськотатарських авторів (зокрема «Наступ» І. Тархана, «Мотор» У. Іпчі). У 1937 році Сервер Джетере поступив до Державного інституту театрального мистецтва (ГІТІС) в Москві на режисерське відділення, яке закінчив у 1940 році. До цього часу він був уже Заслуженим артистом Кримської АРСР.
У серпні 1941 року Сервер добровольцем пішов на фронт. Направлений до Севастополя в десантний підрозділ. Сім'я Джетере залишилася в окупації. У 1942 році Сервер Джетере був важко поранений і евакуйований в госпіталь в Тбілісі. Після лікування демобілізований.
Від 1942 року актор і режисер Кумикського драматичного театру в Буйнакську, а з лютого 1943 в Махачкалі. Першою роботою стала роль Зубаіра в спектаклі «Хочбаре», потім — ролі Штубе («Розлом»), Отелло за однойменним твором Шекспіра, Султанбек («Аршин мал алан» Узеїра Гаджибекова) тощо. Писав п'єси. З 1946 року одночасно займався педагогічною діяльністю — викладав у театральній студії при театрі. Як режисер Сервер Джетере поставив спектаклі «Іспанці» за твором Михайла Лермонтова, «Без вини винуваті» за п'єсою Олександра Островського, «Весілля Фігаро» Бомарше, «Собака на сіні» Лопе де Вега, «Фатіма» Кости Хетагурова, «Леганда про кохання» Назима Хікмета — загалом понад 100 вистав. Автор п'єс «Ким кимни?» («Хто кого?», 1935), «Эки къардаш» («Два товариші», поставлено 1936), «Весілля продовжується» (1946), «Сестри» (1953), «Щасливі» (1958). З 1955 року — Народний артист Дагестанської АРСР. З 1966 — член Спілки письменників СРСР. Заслужений діяч мистецтв Дагестану, нагороджений почесними грамотами Президії Верховної Ради Дагестанської АРСР і медаллю «Ветеран праці».
Помер в 1980 році в Махачкалі.